# Revolution des 3. September 1843

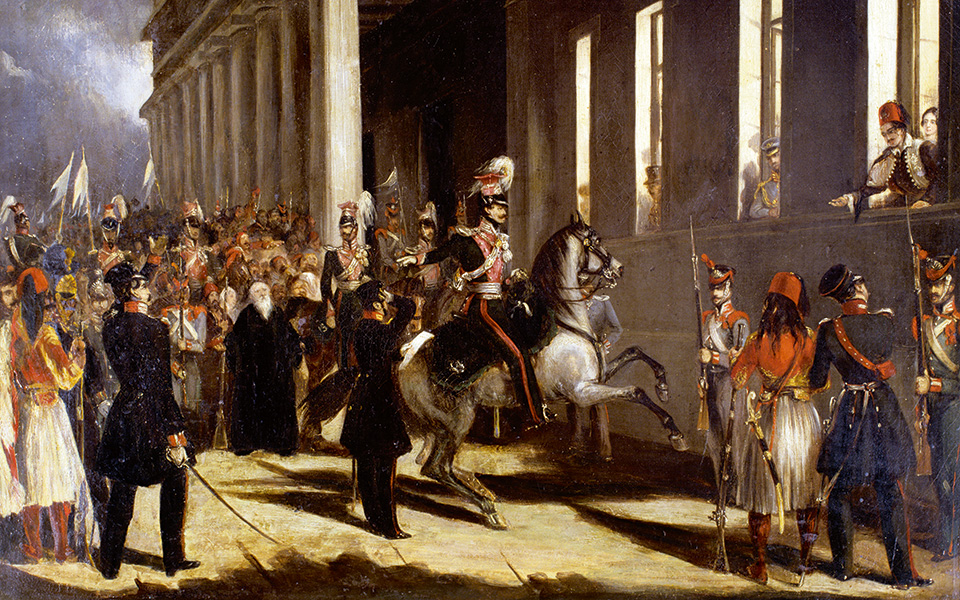
Die Revolution des 3. September. Im Vordergrund zu Pferde Dimitrios Kallergis (Sammlung L. Eutaxia, Athen)

Als Revolution des 3. September 1843 (15. September 1843greg.) werden die Ereignisse in Griechenland bezeichnet, die König Otto zur Einführung einer Verfassung zwangen und somit zum Übergang Griechenlands von der absoluten Monarchie zur konstitutionellen Monarchie führten.

## Situation in Griechenland
Acht Jahre nach Erreichen der Volljährigkeit von König Otto war die Situation dramatisch. Große Probleme in der Wirtschaft und im Bildungswesen führten zu einer generellen Missstimmung in der Bevölkerung. Die wirtschaftliche Situation des Landes war aufgrund der Rückzahlungsverpflichtung eines Darlehens über 60 Millionen französische Franc, das bereits 1833 unter Garantie der drei Signatarstaaten Frankreich, Großbritannien und Russland aufgenommen wurde, extrem angespannt. König Otto war zu einer strengen Austeritätspolitik verpflichtet, die Entlassungen von Staatsbediensteten und Kürzungen von Gehältern beinhaltete. Auch der Haushalt des Königshauses wurde um 20 % gekürzt. Zudem mussten alle Botschafter zurückgerufen werden. In Athen, der neuen griechischen Hauptstadt, waren die Grundstückspreise auf einem Höhepunkt und es herrschte vielerorts Zinswucherei. Auch der absolutistische Herrschaftsstil des Palastes hatte bereits zu vereinzelten kleineren Aufständen geführt, die jedoch unmittelbar von Regierungstruppen niedergeworfen wurden. Der Palast wurde generell zum Gegenstand politischer Kontroversen und des Volkszorns.
Es erwies sich als Vorteil für die Revolutionäre, dass 1843 die letzten bayrischen Truppen abgezogen wurden, die Otto mit Thronbesteigung zur Unterstützung erhalten hatte. Der König stand nun ohne verlässliche militärische Macht da.

## Vorbereitung
Der General und Revolutionsheld Ioannis Makrygiannis schuf im Jahr 1840 eine – nach Auffassung König Ottos – gesetzwidrige Organisation, die die Einführung einer Verfassung zum Ziel hatte. In die Organisation wurden alsbald ehemalige Anführer und Kämpfer der griechischen Revolution eingeführt, die vom Palast ins Abseits gedrängt worden waren. Die Mitglieder der Organisation waren durch einen Eid auf ihr Heimatland und den christlichen Glauben eingeschworen. Dazu zählten unter anderem Theodoros Grivas, Mitros Deligiogis, Krizeotis u. a.
Im Folgenden konzentrierte Makrygiannis seine Aufmerksamkeit auf die Gewinnung von Politikern. Es gelang ihm, den Anführer der Russischen Partei Andreas Metaxas zu gewinnen, einer wichtigen Persönlichkeit jener Zeit, kurz darauf folgte auch der Anführer der Englischen Partei Andreas S. Londos. Diesen gelang es wiederum, einige der bekanntesten Persönlichkeiten jener Zeit in die Organisation einzuführen wie Rigas Palamidis, Konstantinos Kanaris, Chrysanthos Sisinis, Konstantin Zografos, u. a. Für einen Erfolg des Unternehmens war jedoch auch eine Kooperation mit Teilen des Heeres notwendig. Zu diesem Zweck nahm die Organisation Kontakt zu Oberst Dimitrios Kallergis auf, gewann ihn für ihre Ziele und sorgte für seine Versetzung von Argos nach Athen und sogar für dessen Ernennung zum militärischen Befehlshaber über Athen. Kurz vor Anbruch der Bewegung wurde eine dreiköpfige Kommission gebildet, mit Metaxas als Kopf des politischen Teils der Bewegung, mit Makrygiannis als Volksrepräsentanten und Kallergis als Repräsentanten des Heeres.

## Die Revolution des 3. September 1843

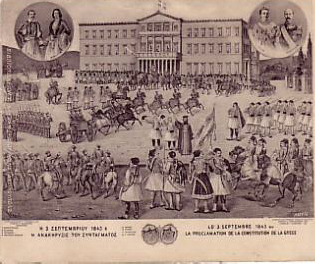
Die Revolution des 3. September 1843 in einem Kartenbrief zu Beginn des 20. Jahrhunderts

Das ursprünglich geplante Datum für das Anlaufen der Bewegung war der 25. März 1844, der Jahrestag der griechischen Revolution von 1821. Der allzu enthusiastische Makrygiannis verbreitete diese vertrauliche Tatsache an zu viele Gleichgesinnte, mit dem Resultat, dass der Beginn der revolutionären Bewegung deutlich vorverlegt werden musste. Die Bewegung sollte in den Kasernen beginnen und zur schnellen Stilllegung aller Einheiten König Ottos führen. In der Nacht zwischen 2. und 3. September kam eine Vielzahl von Eingeweihten zum Haus von Makrygiannis. Die griechische Gendarmerie bemerkte die verdächtigen Bewegungen und veranlasste sofort die Umstellung von Makrygiannis’ Haus. Kallergis erkannte, wie kritisch die Situation war und begab sich zu den Kasernen, wo er die Offiziere mit der Parole Es lebe die Verfassung in Bewegung setzte. Er befahl je einer Kompanie die Umstellung des Hauses von Makrygiannis aufzulösen und das Gefängnis in der Athener Madrasa zu öffnen, während er selbst mit 2000 Soldaten auf den Palast zumarschierte. Des Weiteren wurden die königliche Münzprägeanstalt, die Nationalbank, die Öffentliche Kasse und verschiedene Ministerien besetzt. 
Die Ankunft des Heeres mit lautem Jubel und verschiedenen Parolen veranlasste viele Athener Bürger, zum Palast zu kommen und sich dem Heer anzuschließen. Der König sendete seinen Adjutanten Grivas Gardikiotis und den Heeresminister Alexander Vlachopoulos die Lage zu sondieren und zu versuchen das Heer umzustimmen. Beide wurden jedoch auf Befehl von Kallergis sofort festgenommen. König Otto sandte nun seinen königlichen Ausrufer Steinstorf nach Schninas, um von dort Artilleriegeschütze zu holen. Letzterer schloss sich stattdessen jedoch den Revolutionären an. 
Gegen 3 Uhr am Morgen kamen die politischen Dissidenten und Mitglieder des Staatsrats Andreas Metaxas, Andreas Lontos, Konstantinos Zografos, und Richard Church und beriefen die übrigen Mitglieder des Staatsrats zu einer Sitzung ein, um die revolutionären Verkündigungen zu ratifizieren. Der  Staatsrat erkannte die Bewegung an, ordnete die Einberufung einer Nationalversammlung an und ernannte eine Kommission, die dem König alle Entscheidungen vorlegen sollte. Eine neue Regierung mit Mitgliedern aus allen politischen Parteien wurde gegründet, u. a. mit Metaxas als Premier- und Außenminister, Lontos als Heeresminister und Kanaris als Marineminister.

## Der Tag nach der Revolution
Die Versammlung von Volk und Heer löste sich gegen 3 Uhr nachmittags auf, nachdem die Teilnehmer darüber informiert worden waren, dass alle Forderungen vom König anerkannt wurden. Schlussendlich wurden durch königliche Erlasse der 3. September zum Nationalfeiertag und Kallergis zum Anführer der revolutionären Bewegung erklärt.

## Nach der Revolution: Die Athener Nationalversammlung von 1843
Im Oktober und November 1843 fanden allgemeine Wahlen statt, aus denen bevollmächtigte Vertreter hervorgingen, die eine Verfassung formulierten, die von König Otto unterschrieben wurde. Der Platz vor dem Palast wurde kurz darauf in Syntagma-Platz umbenannt.